# Soultzbach (Moder)
Der Soultzbach ist ein gut acht Kilometer langer rechter Zufluss der Moder im Département Bas-Rhin in der Region Grand Est.

## Verlauf
Der Soultzbach entsteht in den Nordvogesen auf einer Höhe von etwa 227 m aus drei Quellästen am Fuße des Hohweinberges (372 m) nordöstlich von Weiterswiller. Der Bach fließt zunächst in südwestlicher Richtung. Kurz bevor er Weiterswiller  erreicht, fließt ihm auf seiner rechten Seite ein kleiner Bach zu. Am nördlichen Ortsrand schlägt er einen Bogen nach links und läuft nun durch landwirtschaftlich genutztes Gelände in Richtung Osten. Er wird dort von einer Reihe von Feldgräben gestärkt. Bei der Flur In der Bruchmatt wechselt er auf das Gelände der Ortschaft Obersoultzbach, an welche er südlich vorbeifließt. Westlich von Niedersoultzbach wird er auf seiner linken Seite von einem weiteren Bach gespeist. Er läuft am Südrand des Ortes entlang und fließt etwas später nördlich an Uttwiller vorbei. Er unterquert dann die Bahngleise der Strecke nach Strasbourg und kurz darauf die D919 und mündet schließlich auf einer Höhe von 179 m beim Kirschgarten Soultzbach südöstlich von Menchhoffen in die Moder.